# Haynesville (Maine)
Haynesville város az USA Maine államában, Aroostook megyében. Lakosainak száma 97 fő (2020. április 1.).

## Népesség
A település népességének változása:

| 2010 | 121 |
| 2020 | 97  |